# 南川秋海棠
南川秋海棠（学名：Begonia dielsiana）是秋海棠科秋海棠属的植物，是中国的特有植物。分布于中国大陆的四川、湖北等地，生长于海拔1,000米至1,250米的地区，常生于山谷沟边阴湿处和岩石上，目前已由人工引种栽培。